# Mord (Südafrika)
Als Mord (englisch murder) bezeichnet man im Recht Südafrikas die vorsätzliche Tötung.

## Definition und Abgrenzung
Das südafrikanische Strafrecht unterscheidet die Tötungsdelikte vergleichsweise grob in vorsätzliche Tötung (murder) und fahrlässige Tötung (culpable homicide) und setzt sich insoweit sowohl von der englischen (Mord und voluntary manslaughter/involuntary manslaughter) als auch von der US-amerikanischen (first/second degree murder und voluntary manslaughter) Systematik ab. Der Mord umfasst also in Tradition des Roman-Dutch law den klassischen Fall der Tötung mit Vorbedacht sowie auch Fälle, bei denen die Tötung lediglich vorhersehbar war.

## Suizid
Gemäß dem Urteil der Appellate Division in Ex parte Die Minister van Justisie: In re S v Grotjohn (1970 (2) SA 355 (A)) ist der Suizid in Südafrika nicht strafbar. Beihilfe (accessory) hierzu ist dennoch als Mord oder culpable homicide strafbar.

## Strafe
Von 1917 bis 1935 stand auf Mord zwingend die Todesstrafe. 1935 weichte s. 61 (a) des General Law Amendment Act (46 of 1935) diese restriktive Regelung auf und gab dem Richter das Ermessen, bei „extenuating circumstances“ eine geringere Strafe zu verhängen; ab 1990 galt dieses Ermessen uneingeschränkt. 1995 erklärte das Verfassungsgericht in S v. Makwanyane (1995 (3) SA 291 (CC)) die Todesstrafe grundsätzlich für verfassungswidrig. Bereits zuvor war der Vollzug ausgesetzt worden.
Die Mindeststrafe, ohne Berücksichtigung mildernder Umstände, beträgt für Ersttäter 15 Jahre Haft.